# بديعة صادق
بديعة صادق (22 أغسطس 1923 - 7 يناير 2010)، مغنية مصرية.

## حياتها ونشأتها
اشتهرت في فترة الأربعينيات والخمسينيات القرن العشرين، ولدت في مدينة ملوى بمحافظة المنيا بصعيد مصر وهي بديعة محمد صادق كان والدها المدير الفني لفرقة فوزي منيب.
وكانت والدتها تصاحب والدها في رحلاتة الفنية، ولذلك عملت في الفن. رقصت بديعة وهي في سن 4 سنوات ثم تركت الرقص إلى الغنا، وتولاها زكريا أحمد، وعلمها الغناء، وأسمعها من النغمات الكثير، وعملت في فرقة بديعة مصابني، وقدمت استعراضات خفيفة والمونولوج الفكاهية، وعملت وتجولت مع فرق استعراضيه أخرى في جميع أنحاء الوطن العربي مثل فرقه علي الكسار وفرقه بدأها حسين المليجى أصبحت مع الوقت «فرقه بديعة صادق»
وتزوجت من الفنان عبد الغني النجدي، وكان يكتب الاسكتشات والمسرحيات لفرقة بديعة، ولها منه ابن واحد خالد يعيش في أستراليا الآن وانفصلا، ثم تزوجت من الموسيقار أحمد علي حوالي عام 1952 وأنجبت منه خمسة أبناء هم أحمد وطاهر وبديعة وناصر وإسماعيل.

## مسيرتها
وعملت بالإذاعة مطربة، وكانت تقدم وصلتين كل شهر حتى أعجب بصوتها محمد عبد الوهاب فقدمها معه في فيلمه يوم سعيد، وغنت لحن ما أحلاها عيشة الفلاح، فلجأت أسمهان إلى القضاء لأنها صاحبة الأغنية الأصلية؛ فاضطر محمد عبد الوهاب إلى تقديم الأغنية على أسطوانة في الفيلم، بصوت أسمهان وبطريقة الدوبلاج تغني بديعة (بلاي باك).
وعملت بديعة في السينما وغنت، بصوتها وصورتها في فيلم تحت السلاح 1940، وغنت بصوتها فقط في فيلم سي عمر 1941 وفيلم ليلة الحظ 1945 وفي الفيلم الخامس ابن الشرق غنت بصوتها وصورتها 1947، وعملت وغنت في مسرحية العشرة الطيبة فشاركت الغنا عبد الغنى السيد وشهر زاد.
قدمت جميع الألوان الغنائية من الأدوار والطقاطيق والقصائد والأوبريتات مثل الدندورمة ومسعود الحطاب وعاشقة النيل والأغنيات الوطنية والعاطفية ولها روائع في الأعمال الشعبية مثل أغنية الأفراح يا محلي جمالك يا عروسة.
ومن أشهر أغنياتها بالإذاعة «يا ما أحلى جمالك ياعروسة» وهي من تأليف الأستاذ أحمد جودة السحار (شقيق الأديب الراحل عبد الحميد جودة السحار) ومن تلحين زوجها التاني عازف الكمان أحمد علي، وغنت من ألحان عزت الجاهلي وعبد العظيم محمد وعبد الحليم نويرة ورياض البندك ومحمد صادق.
وسافرت في أواخر الستينات لالكويت حيث عمل زوجها في إذاعة دولة الكويت، وغنت هناك. ولها أخت شقيقة تغني هي كوكب صادق، والدة الممثلة إسعاد يونس، وقد ابتعدت بديعة صادق عن الساحة الفنية، واعتزلت وعمرها 70 عاما في بداية الثمانينات وعادت إلي مصر في بداية التسعينات من القرن الماضي. من أعمالها المعروفة دورها في الصورة الغنائية: الدندُرمة
توفيت في مساء يوم الخميس 7 يناير 2010

## أعمالها
تمثيل
1. عبيد المال (فيلم) 1953
2. ابن الشرق (فيلم) 1947
3. خاتم سليمان (فيلم) 1947
4. ليلة الحظ (فيلم) 1945
5. سي عمر (فيلم) 1941 شاركت بصوتها
6. يوم سعيد (فيلم) 1940
7. تحت السلاح (فيلم) 1940
8. وراء الستار (فيلم) 1937 غناء

موسيقى
1. الريف الحزين (فيلم) 1948
مسرحية
- العشرة الطيبة

اوبريتات
- الدندورمة
- مسعود الحطاب
- عاشقة النيل

## أغاني
- هلت دموع العين
- يا محلا جمالك يا عروسه
- محلاها عيشة الفلاح
- الجواب - بدون موسيقى
- الله أكبر
- الدندورمة مع سعاد مكاوي وإبراهيم حمودة
- حب ايه
- اشغل قلبك بغرام تانى
- الزفة من فيلم خاتم سليمان
- دور العفو يا سيد الملاح
- بعد الخصام بدون موسيقى
- يا منصفا في الوري المظلوم من ظالم من اوبريت عاشقة الليل
- شباك الحبايب أهو نور وانفتح
- الربيع
- شهر السجود
- بعد كل ده التقيك كده
- مبروك يا أمى
- سلو الكاعب الحسناء